# فلوران مالودا
فلورينت يوهان مالودا (بالفرنسية: Florent Johan Malouda)‏ (مواليد 13 يونيو 1980 في كايين، جويانا الفرنسية) لاعب كرة قدم فرنسي سابق ذو أصول من جويانا الفرنسية كان يلعب في مركز الجناح الأيسر.

## المسيرة الرياضية مع الأندية

### غينغان
انتقل مالودا إلى نادي غينغان قادما من نادي شاتورو في سنة 2000 . تحت قيادة المدرب غاي لاكومب استطاع أن يبرز موهبته وقدراته في صنع الأهداف وأظهر تفاهم كبير مع المهاجم العاجي ديديه دروغبا .
لعب لصالح نادي غينغان في 92 مباراة مسجلا 15 هدف .

### ليون
بعدما حقق نادي ليون بطولة دوري الدرجة الأولى للموسم الثاني على التوالي قرر أن يتعاقد مع مالودا من أجل تدعيم صفوف الفريق . أصبح فريق ليون يملك مجموعة من أفضل اللاعبين أمثال غريغوري كوبيه ، مايكل إيسيان ، جونينهو برنامبوكانو ، ومحمدو ديارا . بسبب إجادته للعب في مركز الجناح الأيسر تم استدعائه للمشاركة في صفوف منتخب فرنسا .
تم اختيار مالودا أفضل لاعب في مباراة فريقه ليون ونادي ريال مدريد الإسباني ضمن بطولة دوري أبطال أوروبا وكذلك أهدافه العشرة منحت نادي ليون بطولة دوري الدرجة الأولى السادسة على التوالي .
حصل أيضا على جائزة أفضل لاعب في الموسم متفوقا على زميله جونينهو برنامبوكانو، عبد القادر كيتا (ليل) ، يوهان إلماندر (تولوز) ، وسيدو كييتا (لنس) .
صرح مالودا علنا لوسائل الإعلام الرياضية بأنه يرغب في الرحيل عن نادي ليون في نهاية موسم 2006-2007 وفورا أظهر ناديا تشيلسي وريال مدريد اهتمامهما في التعاقد معه . في 29 يونيو 2007 قال مالودا لصحيفة بروغريس الفرنسية بأن قلبه يعشق نادي تشيلسي وأكد أن هناك عرض رسمي منهم بقيمة 17 مليون يورو لضمه . كرر مالودا نفس التصريحات في مقابلة مع صحيفة ديلي ستار الإنجليزية . في 5 يوليو 2007 قال المدير التنفيذي في نادي تشيلسي بيتر كينيون لقناة سكاي سبورتس نيوز بأن ناديه يخوض مفاوضات جادة مع نظرائهم في نادي ليون ويؤملون أن تتم الصفقة قبل جولة الفريق في أمريكا.

### تشيلسي
في 8 يوليو 2007 أعلن رئيس نادي ليون جان ميشيل أولاس بأنه وافق على إتمام صفقة انتقال مالودا إلى نادي تشيلسي من دون الكشف عن قيمة الصفقة وقد سرت شائعات بأن قيمة الصفقة بلغت 20 مليون يورو . بعدها أكد نادي تشيلسي هذا الخبر حيث سيسافر إلى العاصمة البريطانية لندن في 9 يوليو من أجل الخضوع للفحص الطبي الروتيني ومناقشة الشروط الشخصية في العقد . وكان مالودا سابقا أن ينضم إلى نادي ليفربول لولا تدخل نادي تشيلسي في الوقت المناسب . وفي نفس اليوم وقع مالودا على العقد الذي يربطه بنادي تشيلسي لمدة 3 سنوات وتم تسليمه القميص رقم 15 . وصف المدير الفني البرتغالي لفريق تشيلسي جوزيه مورينهو بأن مالودا لاعب ناضج وسيتأقلم سريعا على أسلوب لعب الكرة الإنجليزية وسيكون منافسا للهولندي أرين روبين على مركز الجناح الأيسر.
في أول مباريات فريق تشيلسي الودية أمام فريق أمريكا المكسيكي سجل مالودا هدف في هذه المباراة وصنع هدف لقائد الفريق المدافع الإنجليزي جون تيري وبالتالي مانحا فريقه نتيجة الفوز 2-1.
شارك مالودا في أول مباراة رسمية أمام فريق مانشستر يونايتد في بطولة الدرع الخيري في 5 أغسطس 2007 والتي انتهت بخسارة فريق تشيلسي بركلات الجزاء الترجيحية بعدما انتهى الوقت الأصلي بالتعادل الإيجابي 1-1 وسجل مالودا الهدف وقدم أداء جيد.
في 12 أغسطس شارك مالودا في أول مبارياته في بطولة الدوري الممتاز أمام فريق برمنغهام سيتي في مركز الجناح الأيسر بدلا من أرين روبين وجو كول واستطاع أن يسجل الهدف الثاني وأن يقود فريقه لتحقيق الفوز بنتيجة 3-2.
في 19 أغسطس حصل مالودا على ركلة جزاء مثيرة للشك من حكم الساحة روب ستايلز أمام فريق ليفربول في بطولة الدوري الممتاز . الإعادة أوضحت أن مالودا حجز مدافع فريق ليفربول جيمي كاراغر لكي يسمح للكرة بالذهاب إلى زميله دروغبا الخالي من الرقابة . نفذ ركلة الجزاء فرانك لامبارد وسجل هدفا . تم استبدال ستايلز من تحكيم أي مباراة في المرحلة التالية بسبب ما حصل . في أول مباراة له في بطولة دوري أبطال أوروبا استطاع تسجيل هدف في مرمى نادي شالكه الألماني حيث تخطى الظهير رافينها ثم سدد الكرة بين قدمي حارس المرمى مانويل نوير.
في 23 يناير مرر مالودا كل طويلة نحو كول لكي يسجل الأخير هدفا في مرمى نادي إيفرتون في بطولة كأس رابطة الأندية الإنجليزية المحترفة حيث انتهت المباراتين بفوز فريق تشيلسي 3-1.
في 5 مايو 2008 سجل مالودا ثاني أهدافه في بطولة الدوري الممتاز في مرمى نادي نيوكاسل يونايتد مستغلا التمريرة البينية من لامبارد . في نهاية أول موسم له مع نادي تشيلسي سجل هدفين وصنع هدف واحد فقط وهو يعتبر سجل ضعيف مما دعا المدير الفني الإسرائيلي أفرام غرانت يجعله احتياطيا للهولندي سالومون كالو.
سجل مالودا أول هدفين في عهد المدير الفني البرازيلي لويس فيليب سكولاري في دوري أبطال أوروبا في مرمى نادي بوردو في 16 سبتمبر 2008 وفي مرمى نادي بورتسموث في بطولة كأس الأندية الإنجليزية المحترفة . كلا المباراتين انتهتا بنتيجة 4-0 لصالح نادي تشيلسي . أول هدف في بطولة الدوري الممتاز سجله في مرمى نادي مدلزبره وانتهت المباراة بفوز نادي تشيلسي 5-0 . سجل مالودا هدف حيوي في مرمى نادي نيوكاسل يونايتد بعدما استلم التمريرة البينية من لامبارد . ويعتبر هذا الهدف نسخة طبق الأصل من نفس الهدف الذي سجله على نفس الفريق في الموسم السابق . وانتهت المباراة بفوز نادي تشيلسي 2-0.
قدم مالودا أحد أفضل المستويات منذ وصوله إنجلترا أمام نادي ليفربول في بطولة دوري أبطال أوروبا وانتهت المباراة بفوز نادي تشيلسي 3-1 حيث صنع هدفي برانيسلاف إيفانوفيتش ودروغبا . ثم سجل هدف التعادل في مرمى نادي آرسنال في الدور النصف النهائي من بطولة كأس الاتحاد الإنجليزي وانتهت المباراة بفوز نادي تشيلسي 2-1 . في 2 مايو سجل هدف في مرمى نادي فولهام في بطولة الدوري الممتاز وانتهت المباراة بفوز نادي تشيلسي 3-1 على ملعب ستامفورد بريدج.

## المسيرة الرياضية مع المنتخبات
شارك مالودا في أول مباراة دولية مع منتخب فرنسا في 17 نوفمبر 2004 أمام منتخب بولندا . بعد هذه المباراة أصبح مالودا لاعبا أساسيا وسجل أول أهدافه الدولية في مرمى منتخب المجر في 31 مايو 2005 .
شارك مالودا في أغلب مباريات منتخب فرنسا في تصفيات كأس العالم 2006 ونتيجة لذلك تم استدعائه للمشاركة في نهائيات البطولة التي أقيمت في ألمانيا وساهم بشكل كبير في تأهل منتخب فرنسا إلى المباراة النهائية ولكنه خسر من منتخب إيطاليا بركلات الجزاء الترجيحية بعد انتهاء الوقتين الأصلي والإضافي بالتعادل الإيجابي 1-1 . وكان مالودا قد حصل لمنتخب فرنسا على ركلة جزاء بعدما تمت عرقلته ونفذ زين الدين زيدان ركلة الجزاء بنجاح إلى داخل المرمى . حتى الوقت الحالي فإن مالودا سجل 3 أهداف فقط في 42 مباراة دولية .
سجل هدف فرنسا الوحيد في كأس العالم 2010.

## روابط خارجية
- فلوران مالودا على موقع الاتحاد الدولي (مؤرشف)  (الإنجليزية)
- فلوران مالودا على موقع الاتحاد الأوربي (الإنجليزية)
- فلوران مالودا على موقع اتحاد تركيا (لاعب) (الإنجليزية)
- فلوران مالودا على موقع إي إس بي إن إف سي (الإنجليزية)
- فلوران مالودا على موقع قاعدة بيانات كرة القدم.إي يو (الإنجليزية)
- فلوران مالودا على موقع ليكيب (الفرنسية)
- فلوران مالودا على موقع ناشيونال فوتبول تيمز (الإنجليزية)
- فلوران مالودا على موقع Soccerbase.com (لاعب) (الإنجليزية)
- فلوران مالودا على موقع Soccerway.com (الإنجليزية)
- فلوران مالودا على موقع عالم كرة القدم.نت (الإنجليزية)